# Češnjica pri Kropi
Češnjica pri Kropi este o localitate din comuna Radovljica, Slovenia, cu o populație de 118 locuitori.